# Episodi di Die Rosenheim-Cops (quinta stagione)
La quinta stagione della serie televisiva Die Rosenheim-Cops è stata trasmessa in anteprima in Germania dalla ZDF tra il 29 novembre 2005 e il 9 maggio 2006.
| nº | Titolo originale             | Titolo italiano | Prima TV Germania | Prima TV Italia |
| -- | ---------------------------- | --------------- | ----------------- | --------------- |
| 1  | Freier Fall                  | inedito         | 29 novembre 2005  | inedito         |
| 2  | Nur der Mond schaut zu       | inedito         | 6 dicembre 2005   | inedito         |
| 3  | Die Seilschaft               | inedito         | 13 dicembre 2005  | inedito         |
| 4  | Die zerbrochene Feder        | inedito         | 20 dicembre 2005  | inedito         |
| 5  | Der Hahn ist tot             | inedito         | 3 gennaio 2006    | inedito         |
| 6  | Die doppelte Venus           | inedito         | 10 gennaio 2006   | inedito         |
| 7  | Wellness bis zum Ende        | inedito         | 17 gennaio 2006   | inedito         |
| 8  | Auch sonntags wird gemordet  | inedito         | 24 gennaio 2006   | inedito         |
| 9  | Ein Geständnis zu viel       | inedito         | 31 gennaio 2006   | inedito         |
| 10 | Diebstahl als Alibi          | inedito         | 7 febbraio 2006   | inedito         |
| 11 | Erst sterben, dann erben     | inedito         | 21 febbraio 2006  | inedito         |
| 12 | Ein Sarg für zwei            | inedito         | 28 febbraio 2006  | inedito         |
| 13 | Das verschwundene Dorf       | inedito         | 7 marzo 2006      | inedito         |
| 14 | Schöner Hannes, toter Hannes | inedito         | 14 marzo 2006     | inedito         |
| 15 | Die Männer der Friseuse      | inedito         | 21 marzo 2006     | inedito         |
| 16 | Die Gattin des Anwalts       | inedito         | 28 marzo 2006     | inedito         |
| 17 | Mord am Fluss                | inedito         | 4 aprile 2006     | inedito         |
| 18 | Die verschwundene Leiche     | inedito         | 11 aprile 2006    | inedito         |
| 19 | Die Leiche im Moor           | inedito         | 18 aprile 2006    | inedito         |
| 20 | Der Tod kam auf Kufen        | inedito         | 25 aprile 2006    | inedito         |
| 21 | Der Wolf im Schafspelz       | inedito         | 2 maggio 2006     | inedito         |
| 22 | Auf Eis gelegt               | inedito         | 9 maggio 2006     | inedito         |